# Enceinte fortifiée de Verdun
L’enceinte fortifiée de Verdun est un ensemble d'édifices situé dans la ville de Verdun, dans la Meuse en région Grand Est.

## Histoire
L'enceinte fortifiée du XIIIe siècle située entre le pont de l'avenue de Douaumont et la tour du Champ est inscrite au titre des monuments historiques par arrêté du 24 juillet 1937.
Le siècle de la principale campagne de construction est le XIIIe siècle.

## Galerie

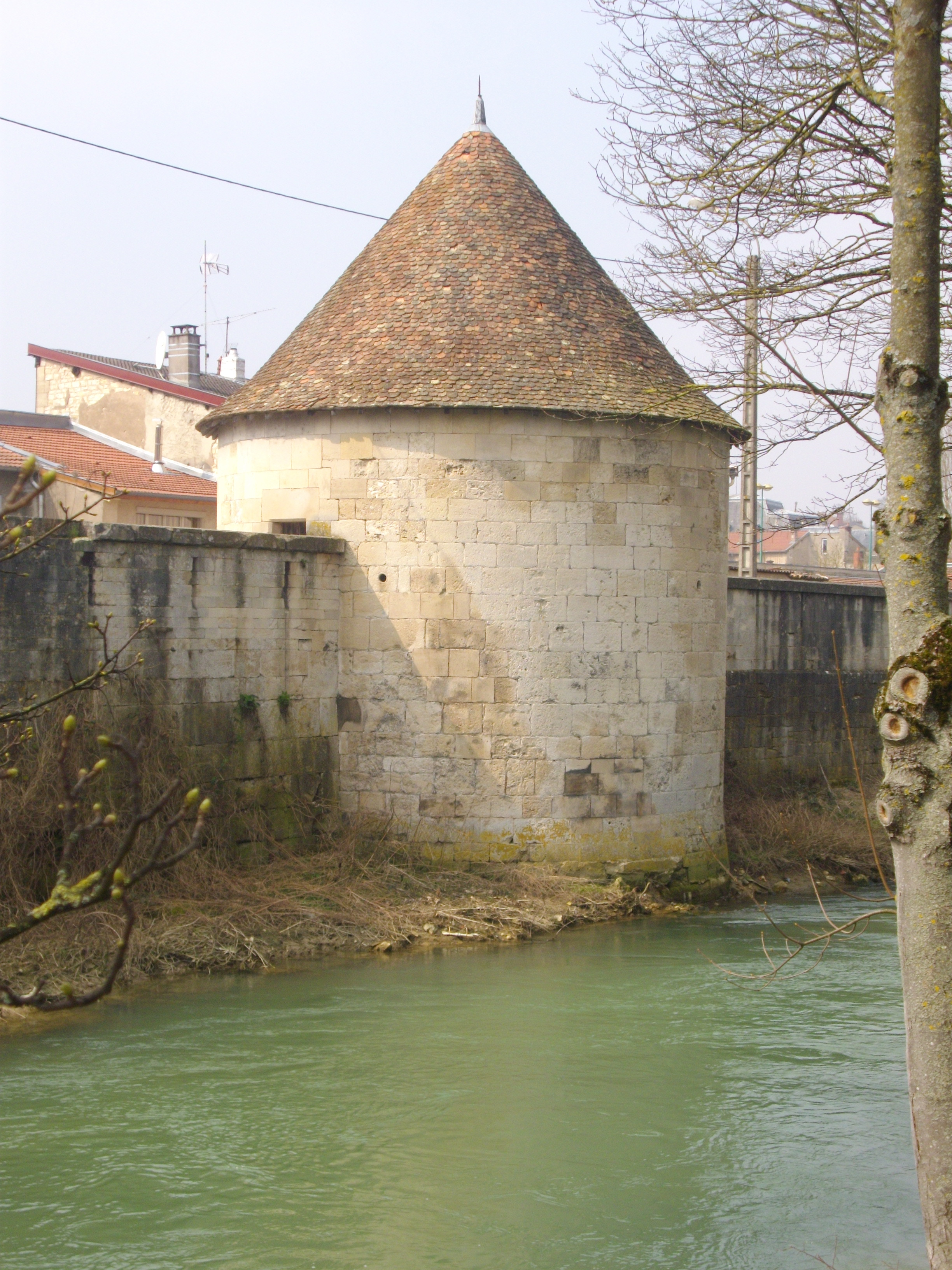
Tour de l'Islot.
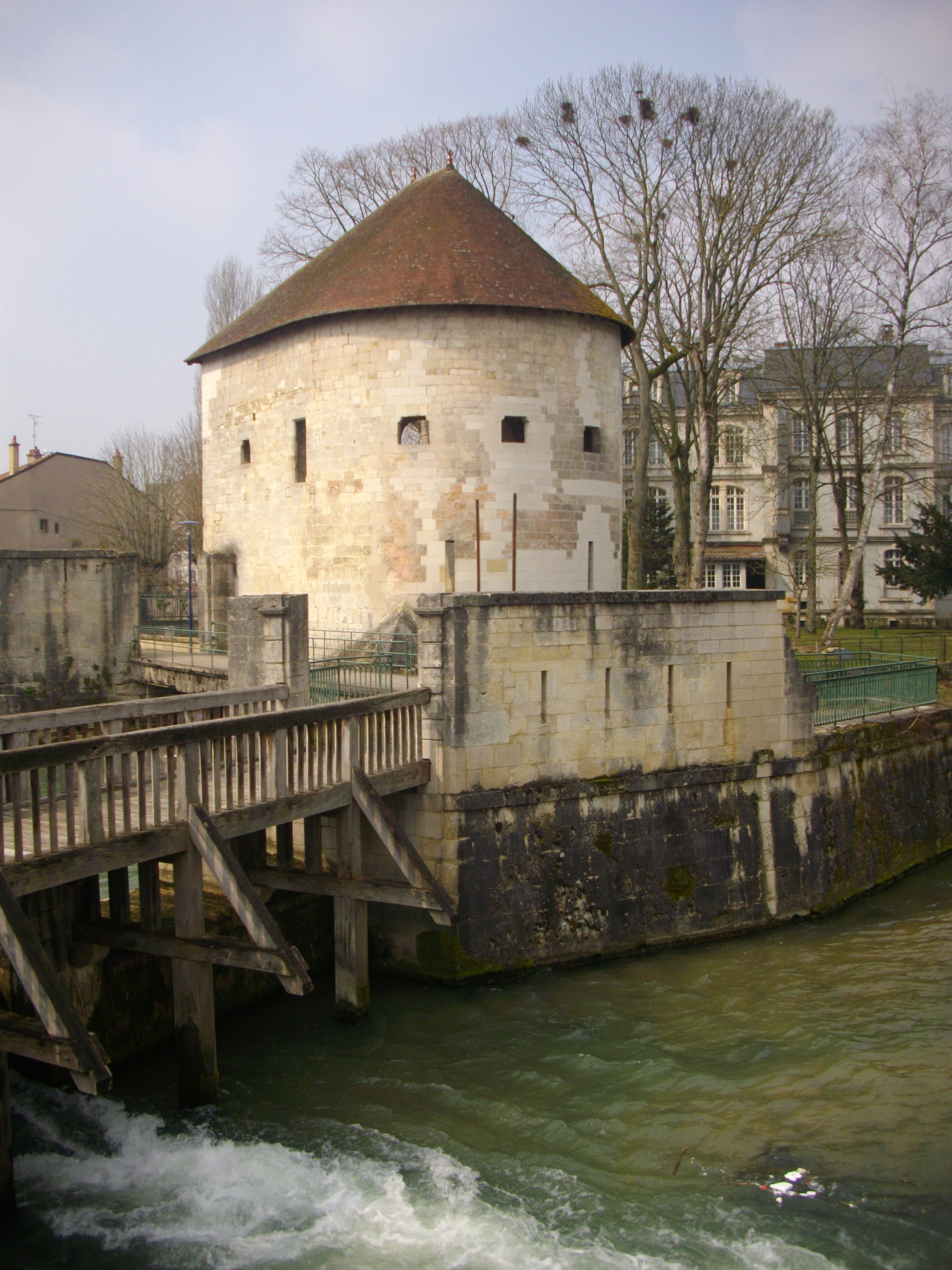
Tour des Plaids.
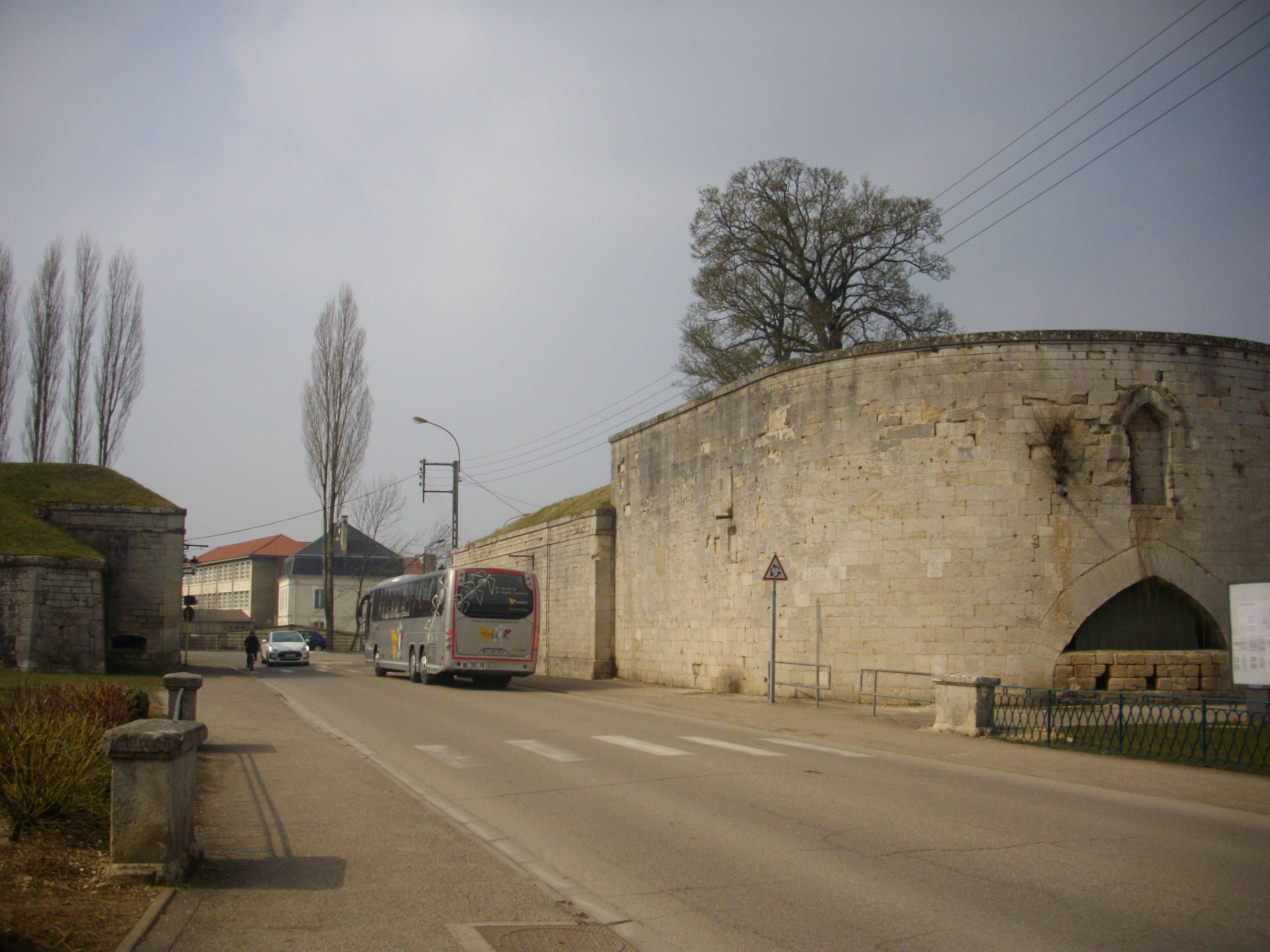
Porte de la Tour du Champ.